# 雷高公路
雷高公路为湖南省长沙市望城境内雷锋纪念馆至高塘岭公路，全长24公里，为望城连接长沙城区的第一条主干道。该路段原属县道高九公路（高塘岭至九江庙）北段，始建于1958年，1969年更名为雷高公路，路宽6米；1982年列为省道。1985年1月15日第一次进行拓宽改造，1986年9月26日雷高公路改建工程竣工通车。改建工程按二级公路标准测设施工，基宽12米，面宽9米，工程共耗资212.5万元。